# Alexander Herzberg (Ingenieur)
Alexander Herzberg (* 8. Dezember 1841 in Kamen; † 27. November 1912 auf Norderney) war ein deutscher Ingenieur.

## Leben
Alexander Herzberg besuchte die Königliche Provinzialgewerbeschule in Bochum, wo er 1858 das Reifezeugnis erhielt. Nach einer zweijährigen praktischen Tätigkeit im Maschinenbau studierte er von 1860 bis 1863 am Königlichen Gewerbe-Institut in Berlin. Nach seinem Studium war Herzberg als Ingenieur bei verschiedenen Unternehmen tätig und wurde 1876 Teilhaber des Berliner Unternehmens Börner & Co., das ab 1892 als Börner & Herzberg firmierte. Mit Hermann Rietschel und Rudolf Henneberg leitete er 1883 die Berliner Hygieneausstellung. 1885 wurde er Geschäftsführer der Hygienischen Vereinigung. Herzberg war Berater des Preußischen Landwirtschaftsministerium. Als Gutachter für Wasserversorgung war Herzberg sowohl in Athen als auch in Konstantinopel tätig. Er war einer der Gründer des Vereins für Wasserversorgung und Abwasserbeseitigung und gründete mit Oskar Lassar zusammen die Deutsche Gesellschaft für Volksbäder.
Herzberg war seit 1872 Mitglied des Vereins Deutscher Ingenieure (VDI) und des Berliner Bezirksvereins des VDI.  Dem Bezirksverein saß er viele Jahre vor. Er war 1889 beim VDI Berichterstatter des Ausschusses für technische Mittelschulen. Daneben war er seit 1889 Mitglied des Vereins zur Förderung des Gewerbefleißes sowie seit 1902 Mitglied der Schiffbautechnischen Gesellschaft.
Seit 1906 gehörte Herzberg dem Berliner Stadtverordnetenkollegium an.
Alexander Herzberg starb im November 1912 während eines Erholungsaufenthaltes auf der Insel Norderney an den Folgen eines Schlaganfalls.

## Auszeichnungen
- 1902: Ehrenmitgliedschaft des VDI[2][3]
- 1906: Königlicher Kronen-Orden dritter Klasse[5]
- 1911: Ehrenmitgliedschaft des Vereins zur Förderung des Gewerbefleißes
- 1912: Ehrenmitgliedschaft des Royal Sanitary Institute